# 恵庭OL殺人事件
恵庭OL殺人事件（えにわオーエルさつじんじけん）は、2000年（平成12年）3月17日に北海道恵庭市で発生した殺人事件。

## 事件の概要・経過
2000年（平成12年）3月17日午前8時頃、恵庭市の人気のない農道の路上に焼死体があるのを幼稚園バスの運転手が発見した。遺体はタオルのようなもので目隠しされ、後ろ手に縛られており完全に炭化していた。死因は頚部圧迫による窒息死で、絞殺後に灯油をかけられたものと見られた（確定判決では、犯行時刻は前日（3月16日）の午後9時半から11時5分頃とされている）。
この焼死体は苫小牧市在住で千歳市に勤務する女性従業員（当時24歳）の遺体と判明。女性従業員は前日に同僚と退社して午後8時半頃に自宅に電話した後は行方不明となっていた。女性従業員の家族によって3月17日午後1時頃に捜索願が出され、同日午後3時頃に勤務先2階の女子更衣室ロッカーから女性従業員の携帯電話が見つかっていた。
同年5月、恋愛問題のもつれによる犯行として、同僚の女性Xが逮捕・起訴された。
以下の状況証拠をどう判断するかが焦点となった（札幌高等裁判所判決参照）。
- 被害者がXの恋人と交際を始めた後から被害者への度重なる無言電話の受信記録があったが、事件直後に無言電話にまつわる受信記録が無くなったのは事件直前にXの恋人が被害者と交際を始めたのを妬んだXによる可能性が高いこと
- 被害者のロッカーの鍵がXの車内で発見されたこと
- 死亡後も生存偽装工作目的で勤務先と恋人に宛てて発信されていた被害者の携帯電話の電波発信記録がXの足取りにほぼ一致する一方で他の従業員の足取りでは該当者がいないこと
- 死亡後も生存偽装工作目的に勤務先を除けば特定個人としては唯一被害者の恋人に宛てて発信されていることについて、恋人の電話番号は被害者の携帯電話の着信履歴には残っておらず、被害者の携帯電話のメモリダイヤルには恋人の自宅及び携帯電話を含めて計45件の電話番号が登録されていたが、勤務先以外の送信先を選ぶ際にメモリダイヤルに45件登録されている中から適当に選んだ電話番号が唯一の特定個人である恋人宛ての送信先に偶然になったとはおよそ考えられず、犯人は恋人の電話番号を知っていたか、メモリダイヤルでわざわざ恋人の名前を入力して電話番号を呼び出すかして意識して恋人宛てに発信をしたとされ、犯人が恋人と特別な関わりや思いのある人物である可能性が高いこと。
- 死亡後も発信されていた被害者の携帯電話が部外者の入りにくい会社2階女子更衣室（約20日前に1階から2階に移動していた）内のネームプレートがない被害者のロッカーに戻されたのは会社の女性従業員である可能性が高いこと
- Xが事件当日にタンク入り灯油10リットル分を購入して事件後に再び灯油を購入していること
- 再び灯油を購入した理由に関するXの証言が父親や同僚の証言と食い違うとその都度証言が変遷したこと
- Xの車の左前輪タイヤに高熱の物体に触れて溶けた跡があったこと
- Xの車の助手席のマットに灯油の成分があること
- 犯行現場とされるXの車内に被害者の血痕や毛髪が確認されなかったこと
- 遺体発見現場でXの靴跡やタイヤ痕は見つかっていないこと
- 遺体の状態が男性による強姦殺人の可能性を示唆する要素があると弁護団が主張していたところ、検死における司法解剖で強姦の有無を調べられなかったこと

## 裁判
被告人側は事件発生時に購入した灯油については「社宅の片付けのための暖房用」と主張した。また、「女による単独犯は不可能」「真犯人は男性による強姦目的の複数犯」として冤罪を主張している。

### 第一審
2003年（平成15年）3月26日 札幌地裁判決では状況証拠から被告人による殺害を認定し、懲役16年を言い渡した。被告人側は直ちに控訴した。

### 控訴審
2005年（平成17年）9月29日、札幌高裁判決は、性犯罪の可能性を否定し、一審同様に状況証拠から被告人の犯行と認定、控訴を棄却した。被告人側は、最高裁に上告した。

### 上告審
2006年（平成18年）9月25日、最高裁は上告を棄却した。同年9月29日、被告人は最高裁に異議申し立てを行ったが、10月10日に棄却され、一審の懲役16年が確定した。Xは刑務所にて服役後、2018年に刑期満了。

### 再審請求審
Xは2012年（平成24年）10月15日に札幌地裁に再審請求を行なった。弁護団は新証拠として豚を焼いた実験を元にした「灯油10リットルでは内臓まで炭化しない」とした弘前大学大学院教授・伊藤昭彦による鑑定結果を提出し、「炎を目撃した住民の供述から、遺体に着火された時刻は午後11時15分頃で、犯人は早くても事件当日の午後11時42分までは現場にいたが、被告人は午後11時半の時点で現場から15km離れたガソリンスタンドの防犯カメラに映っており、アリバイがある」と主張したが、「遺体が炭化するほど燃焼するのは不可能とは言えない」などとされ、2014年（平成26年）4月21日 札幌地裁は再審請求を棄却する決定を行なった。

## 支援
2017年10月18日 日本弁護士連合会（日弁連）が再審支援を決定する。

## 批評
伊東秀子（本事件の主任弁護人）や瀬木比呂志は本事件について、検察のずさんな捜査と裁判官の強引な解釈による冤罪であるとみなしている。
- 被害者のロッカーの鍵がXの車内から発見されたのであれば、それが検察に押収されると同時にXに対して押収品目録書が交付されるはずであるが、Xは受領した記憶がない。後日Xの自宅が家宅捜索された時にXのバッグの中に目録書があったが、伊東は検察が偽装工作をして、押収書も家宅捜索の時に検察が忍ばせたのではないか、と見立てている[7]。
- Xの車の傷については、死体の発見場所と道路の位置関係から炎の熱によるものではありえない[8]。
- Xは短指症で右手の握力が極端に弱く、被害者の殺害、遺体焼却の過程で自車、遺体周辺に跡を残さないことは不可能である[9]。
- 犯行時刻は逮捕状では11時15分、Xがガソリンスタンドに立ち寄った時刻はビデオテープから11時30分であったにもかかわらず、起訴状では前者は11時、後者はレシートから11時36分とされていた。実証実験では、現場からガソリンスタンドまで15分で移動するためには、街路灯もない凍結した夜道を時速100kmで走らねばならない[10]。再審請求棄却では「アリバイが成立する可能性が一応はある」としながら「やはりそうではない可能性もある」とした[11]。
- 11時20分頃、現場で2台の車が止まっていた目撃証言がある。その時車越しに赤い光（炎）が見えたというが、第一審判決では「（無関係な第三者が）不審火をゴミ焼きと誤認して、単に傍観していたと思われる」と推認した[12]。
- 被害者遺体を扱った納棺業者は、弁護人への供述で「灯油を何回もかけて時間をかけてじっくり焼いた」可能性がある（10リットルの灯油で火をつけ、直ちにガソリンスタンドへ車を飛ばしたとは思われない）と語った[13]。別の目撃証言でも、燃え続けていた炎が11時42分頃に烈しくなった（その時刻に燃料が継ぎ足された）とされているが、再審請求棄却では「皮下脂肪が溶け出せば不可能とは言えない」「上部の微粒子による反射部分も含めて大きな炎を見たと言っている可能性もある」としている[14]。

## 「新潮45」恵庭事件記事訴訟
雑誌『新潮45』2002年2月号（1月18日発売）が「恵庭美人OL社内恋愛殺人事件」とのタイトルで、本事件に関する記事を掲載。同記事はほぼ同じ内容で『殺ったのはおまえだ－修羅となりし者たち、宿命の9事件』（新潮文庫、2002年11月1日発売）に収録された。これらついて、Xが発行元の新潮社、『新潮45』編集長の中瀬ゆかり、記事を執筆したノンフィクションライターの上條昌史を相手取って東京地方裁判所に訴えを提起した。
原告であるXは、上記記事・書籍が、
1. 同僚女性に対する殺害、死体損壊事件(本事件)
2. Xの以前の職場で起きた放火、窃盗事件

について、Xが犯人であるとの事実を摘示するものであり、名誉毀損に当たると主張。上記書籍の販売の差し止めおよび回収、謝罪広告の掲載ならびに1100万円の損害賠償の支払いを求めた。
この民事裁判が一審で係属中に、刑事裁判の方が最高裁で確定した（有罪）。
2007年1月23日の東京地裁判決（高野伸裁判長）は、上記1事件については最高裁で有罪判決が確定していることからXが犯人であるとし、新潮社側の不法行為を認めなかった。一方、上記2事件については、記事の内容はXを犯人と指摘するものであり、かつ、そう指摘できるだけの十分な取材がなされているとはいえないとして、不法行為を認めた。そのうえで、損害賠償として220万円の支払いと、記事の問題箇所を取り除かないままでの書籍の販売等の差し止めを命じた。
この判決に対する評価としては『販売中の書籍の回収と謝罪記事を認めなかったため不服』とする原告側の意見と、『出版差し止めはやりすぎで、損害賠償で事足りる』とする清水英夫・青山学院大学名誉教授（言論法）の意見がある。
一審判決に対し、新潮社側は「殺人犯の主張を一部とはいえ認めるもので、編集部としては到底承服しがたく、即刻控訴の手続きをとった」。
同年10月18日、控訴審である東京高等裁判所（吉戒修一裁判長）は、一審同様名誉毀損を認めたが、販売の差し止めは認めず、賠償額も110万円に減額した判決を言い渡した。
なおこの記事の取材過程において、上條が「警察の捜査は予断に満ちたものであり、冤罪の可能性も含めて検証したい」と恵庭事件冤罪支援会に取材を申し込み、支援会の協力を得たうえで現場取材をしている。そのため、取材目的を偽った『騙し取材ではないか？』と指摘されている。